# Catalogo delle sculture della Galleria degli Uffizi
Catalogo delle sculture esposte nella Galleria degli Uffizi di Firenze. La lista comprende anche alcuni arredi monumentali della Tribuna. Non comprende le opere nei depositi. L'elenco è aggiornato all'allestimento dell'agosto 2014.
| Autore                                                                                                 | Soggetto/Titolo                                            | Data                                                                                             | Sala                                     |
| --- | ---------------------------------------------------------- | ------------------------------------------------------------------------------------------------ | ---------------------------------------- |
| Officina romana                                                                                        | Ritratto virile del cosiddetto Corbulone                   | 10-50 circa                                                                                      | Scalone                                  |
| Officina romana                                                                                        | Ercole con la corona di quercia e bende                    | 100-200 circa                                                                                    | Scalone                                  |
| Officina romana                                                                                        | Dioniso tauro su busto loricato                            | 150-200 circa                                                                                    | Scalone                                  |
| Artista moderno                                                                                        | Ritratto pseudoantico di Traiano                           | XVII secolo circa                                                                                | Scalone                                  |
| Officina romana                                                                                        | Ritratto di Crispina                                       | 180-187 circa                                                                                    | Scalone                                  |
| Officina romana                                                                                        | Testa femminile ideale                                     | 130-170 circa                                                                                    | Scalone                                  |
| Artista moderno                                                                                        | Ritratto femminile antoniniano pseudo-antico               | XIX secolo circa                                                                                 | Scalone                                  |
| Artista moderno                                                                                        | Vusto pseudoantico di Afrodite                             | XVII secolo circa                                                                                | Scalone                                  |
| Officina romana                                                                                        | Testa femminile ideale                                     | 40-60 circa                                                                                      | Scalone                                  |
| Officina romana                                                                                        | Testa femminile ideale                                     | 200-300 circa                                                                                    | Scalone                                  |
| Officina romana                                                                                        | Ritratto virile                                            | -200-1 a.C. circa                                                                                | Scalone                                  |
| Officina romana                                                                                        | Ritratto di anziano                                        | 80-100 circa                                                                                     | Scalone                                  |
| Officina romana                                                                                        | Testa del Discoforo di Policleto                           | 117-138 circa                                                                                    | Scalone                                  |
| Officina romana                                                                                        | Ritratto di atleta                                         | 1-100 circa                                                                                      | Scalone                                  |
| Officina romana                                                                                        | Ritratto di giovane                                        | 70-100 circa                                                                                     | Scalone                                  |
| Officina romana                                                                                        | Ritratto di Menandro                                       | 1-100 circa                                                                                      | Scalone                                  |
| Giambologna                                                                                            | Busto di Francesco I de' Medici                            | ante 1585                                                                                        | Antico ingresso del teatro Mediceo       |
| Officina romana                                                                                        | Ritratto di anziano cosiddetto Giulio Cesare               | -30-10 a.C. circa                                                                                | Scalone                                  |
| Officina romana                                                                                        | Ritratto virile                                            | -70-50 a.C. circa                                                                                | Scalone                                  |
| Officina romana                                                                                        | Ritratto di principessa giulio-claudia                     | 1-100 circa                                                                                      | Scalone                                  |
| Officina romana                                                                                        | Ritratto di donna anziana cosiddetta Marciana              | 98-117 circa                                                                                     | Scalone                                  |
| Officina romana                                                                                        | Ritratto maschile                                          | -50 a.C. circa                                                                                   | Scalone                                  |
| Officina romana                                                                                        | Ritratto di anziano                                        | -90-10 a.C. circa                                                                                | Scalone                                  |
| Montauti, Antonio (attr.)                                                                              | Busto di Gian Gastone de' Medici                           | 1724 circa                                                                                       | Primo vestibolo d'entrata                |
| Poggini, Domenico                                                                                      | Busto di Francesco I de' Medici                            | 1564 circa                                                                                       | Primo vestibolo d'entrata                |
| Giambologna                                                                                            | Busto di Cosimo I de' Medici                               | 1563 circa                                                                                       | Primo vestibolo d'entrata                |
| Foggini, Giovan Battista                                                                               | Busto di Maria Maddalena d'Austria                         | 1684 circa                                                                                       | Primo vestibolo d'entrata                |
| Foggini, Giovan Battista                                                                               | Busto di Vittoria della Rovere                             | 1680 (post)                                                                                      | Primo vestibolo d'entrata                |
| Giovannozzi, Ottavio                                                                                   | Busto di Lorenzo il Magnifico                              | 1825                                                                                             | Primo vestibolo d'entrata                |
| Curradi, Raffaello                                                                                     | Busto di Ferdinando II de' Medici                          | 1638 (ante)                                                                                      | Primo vestibolo d'entrata                |
| Officina romana                                                                                        | Sarcofago con Apollo e le Muse                             | 100-200 circa                                                                                    | Primo vestibolo d'entrata                |
| Officina romana                                                                                        | Sarcofago con il trionfo di Dioniso e Arianna              | 100-200 circa                                                                                    | Primo vestibolo d'entrata                |
| Ricci, Stefano                                                                                         | Busto di Leopoldo II di Toscana                            | 1820 circa                                                                                       | Primo vestibolo d'entrata                |
| Ricci, Stefano                                                                                         | Busto di Ferdinando III di Toscana                         | 1820 circa                                                                                       | Primo vestibolo d'entrata                |
| Fedeli, Tommaso                                                                                        | Busto di Cosimo II de' Medici                              | 1624                                                                                             | Primo vestibolo d'entrata                |
| Fedeli, Tommaso (attr.)                                                                                | Busto di Ferdinando I de' Medici                           | 1610 circa                                                                                       | Primo vestibolo d'entrata                |
| Scuola toscana del secolo XVII                                                                         | Busto del cardinale Leopoldo de' Medici                    | 1650 circa                                                                                       | Primo vestibolo d'entrata                |
| Officina romana                                                                                        | Altare funerario                                           | 90 circa                                                                                         | Anticamera della direzione               |
| Officina romana                                                                                        | Ritratto infantile detto di Annio Verio                    | 150 circa                                                                                        | Anticamera della direzione               |
| Officina romana                                                                                        | Altare funerario di Flavia Ampliata                        | 90 circa                                                                                         | Anticamera della direzione               |
| Officina romana                                                                                        | Altare funerario di Giulio Theopropo                       | 150-200 circa                                                                                    | Anticamera della direzione               |
| Officina romana                                                                                        | Minerva arcaicista                                         | 1-200 circa                                                                                      | Anticamera della direzione               |
| Officina romana                                                                                        | Altare funerario                                           | 100-200 circa                                                                                    | Anticamera della direzione               |
| Officina romana                                                                                        | Ritratto infantile del cosiddetto Britannico               | 1-100                                                                                            | Anticamera della direzione               |
| Officina romana                                                                                        | Base onoraria                                              | 150 circa                                                                                        | Anticamera della direzione               |
| Officina romana                                                                                        | Sarcofago con la caduta di Fetonte e giochi circensi       | 100-200 circa                                                                                    | Secondo vestibolo d'entrata              |
| Officina romana                                                                                        | Statua loricata con testa di Traiano                       | 100-200 circa                                                                                    | Secondo vestibolo d'entrata              |
| Officina romana                                                                                        | Statua togata con testa-ritratto                           | 100-200 circa                                                                                    | Secondo vestibolo d'entrata              |
| Officina romana                                                                                        | Cane molosso                                               | -100-0 a.C. circa                                                                                | Secondo vestibolo d'entrata              |
| Officina romana                                                                                        | Cane molosso                                               | -100-0 a.C. circa                                                                                | Secondo vestibolo d'entrata              |
| Officina romana                                                                                        | Statua di Apollo in riposo                                 | 100-200 circa                                                                                    | Secondo vestibolo d'entrata              |
| Officina romana                                                                                        | Sarcofago con il mito di Fedra e Ippolito                  | 200-300 circa                                                                                    | Secondo vestibolo d'entrata              |
| Officina romana                                                                                        | Pilastri con panoplie                                      | 100-200 circa                                                                                    | Secondo vestibolo d'entrata              |
| Officina romana                                                                                        | Testa di Augusto su statua togata                          | -27-1 a.C. circa                                                                                 | Secondo vestibolo d'entrata              |
| Carradori, Francesco                                                                                   | Busto di Pietro Leopoldo di Lorena                         | 1790                                                                                             | Secondo vestibolo d'entrata              |
| Officina romana                                                                                        | Sarcofago con Tiaso marino                                 | 100-200 circa                                                                                    | 16 - Carte geografiche                   |
| Scultore fiorentino del secolo XVI                                                                     | Minerva                                                    | 1550-1600 circa                                                                                  | 17 - Stanzino delle Matematiche          |
| Scultore fiorentino del secolo XVI                                                                     | Venere pudica                                              | 1550-1600 circa                                                                                  | 17 - Stanzino delle Matematiche          |
| Scultore fiorentino del secolo XVI                                                                     | Allegoria dell'Estate                                      | 1550-1600 circa                                                                                  | 17 - Stanzino delle Matematiche          |
| Scultore fiorentino del secolo XVI                                                                     | Ebe                                                        | 1550-1600 circa                                                                                  | 17 - Stanzino delle Matematiche          |
| Scultore fiorentino del secolo XVI                                                                     | Abbondanza                                                 | 1550-1600 circa                                                                                  | 17 - Stanzino delle Matematiche          |
| Tetrode, Willem van                                                                                    | Venere pudica                                              | 1550-1580 circa                                                                                  | 17 - Stanzino delle Matematiche          |
| Tetrode, Willem van                                                                                    | Busto di imperatore loricato                               | 1550-1580 circa                                                                                  | 17 - Stanzino delle Matematiche          |
| Tetrode, Willem van                                                                                    | Busto dell'imperatore Nerone                               | 1550-1580 circa                                                                                  | 17 - Stanzino delle Matematiche          |
| Tetrode, Willem van                                                                                    | Busto dell'imperatore Claudio                              | 1550-1580 circa                                                                                  | 17 - Stanzino delle Matematiche          |
| Tetrode, Willem van                                                                                    | Busto dell'imperatore Vespasiano                           | 1550-1580 circa                                                                                  | 17 - Stanzino delle Matematiche          |
| Leoni, Leone                                                                                           | Figura femminile nuda                                      | 1550-1580 circa                                                                                  | 17 - Stanzino delle Matematiche          |
| Tetrode, Willem van                                                                                    | Busto dell'imperatore Tito                                 | 1550-1580 circa                                                                                  | 17 - Stanzino delle Matematiche          |
| Tetrode, Willem van                                                                                    | Ercole                                                     | 1550-1580 circa                                                                                  | 17 - Stanzino delle Matematiche          |
| Tetrode, Willem van                                                                                    | Busto dell'imperatore Vitellio                             | 1550-1580 circa                                                                                  | 17 - Stanzino delle Matematiche          |
| Tetrode, Willem van                                                                                    | Busto dell'imperatore Augusto                              | 1550-1580 circa                                                                                  | 17 - Stanzino delle Matematiche          |
| Tetrode, Willem van                                                                                    | Busto dell'imperatore Galba                                | 1550-1580 circa                                                                                  | 17 - Stanzino delle Matematiche          |
| Tetrode, Willem van                                                                                    | Busto di Giulio Cesare                                     | 1550-1580 circa                                                                                  | 17 - Stanzino delle Matematiche          |
| Tetrode, Willem van                                                                                    | Busto dell'imperatore Ottone                               | 1550-1580 circa                                                                                  | 17 - Stanzino delle Matematiche          |
| Tetrode, Willem van                                                                                    | Busto dell'imperatore Tiberio                              | 1550-1580 circa                                                                                  | 17 - Stanzino delle Matematiche          |
| Tetrode, Willem van                                                                                    | Apollo                                                     | 1550-1580 circa                                                                                  | 17 - Stanzino delle Matematiche          |
| Tetrode, Willem van                                                                                    | Diana                                                      | 1550-1580 circa                                                                                  | 17 - Stanzino delle Matematiche          |
| Tetrode, Willem van                                                                                    | Ercole Farnese                                             | 1550-1580 circa                                                                                  | 17 - Stanzino delle Matematiche          |
| Tetrode, Willem van                                                                                    | Busto imperiale                                            | 1550-1580 circa                                                                                  | 17 - Stanzino delle Matematiche          |
| Scultore toscano seconda metà del secolo XVII                                                          | Apollo Liceo                                               | 1600-1690 circa                                                                                  | 17 - Stanzino delle Matematiche          |
| Scultore fiorentino fine secolo XVII-inizi secolo XVIII                                                | Mercurio                                                   | 1690-1710 circa                                                                                  | 17 - Stanzino delle Matematiche          |
| Ligozzi, Jacopo (disegno)                                                                              | Tavolo di fiori                                            | 1580-1620 circa                                                                                  | 17 - Stanzino delle Matematiche          |
| Scultore toscano del secolo XIX                                                                        | Antinoo                                                    | 1800-1880 circa                                                                                  | 17 - Stanzino delle Matematiche          |
| Scultore toscano del secolo XIX                                                                        | Mercurio                                                   | 1800-1880 circa                                                                                  | 17 - Stanzino delle Matematiche          |
| Officina romana                                                                                        | Ermafrodito dormiente                                      | 1-250 circa                                                                                      | 17 - Stanzino delle Matematiche          |
| Officina romana                                                                                        | Fauno nudo ridente con tigre                               | 1-250 circa                                                                                      | 17 - Stanzino delle Matematiche          |
| Officina romana                                                                                        | Busto di Iside                                             | 50-100 circa                                                                                     | 17 - Stanzino delle Matematiche          |
| Officina romana                                                                                        | Elemento di trapezoforo: ermetta di Sileno                 | 1-250 circa                                                                                      | 17 - Stanzino delle Matematiche          |
| Officina romana                                                                                        | Frammento di rilievo con testa muliebre                    | 1-250 circa                                                                                      | 17 - Stanzino delle Matematiche          |
| Officina romana                                                                                        | Torsetto di satiro danzante                                | 1-250 circa                                                                                      | 17 - Stanzino delle Matematiche          |
| Officina romana                                                                                        | Protome silenica                                           | 200-250 circa                                                                                    | 17 - Stanzino delle Matematiche          |
| Officina romana                                                                                        | Frammento di sarcofago con testina muliebre                | 1-250 circa                                                                                      | 17 - Stanzino delle Matematiche          |
| Officina romana                                                                                        | Frammento di statuetta di Afrodite                         | 1-250 circa                                                                                      | 17 - Stanzino delle Matematiche          |
| Officina romana                                                                                        | Torsetto di Dioniso                                        | 1-250 circa                                                                                      | 17 - Stanzino delle Matematiche          |
| Officina romana                                                                                        | Frammento di sarcofago con testa virile                    | 300-350 circa                                                                                    | 17 - Stanzino delle Matematiche          |
| Officina romana                                                                                        | Busto con frammento di testa                               | 250-300 circa                                                                                    | 17 - Stanzino delle Matematiche          |
| Officina romana                                                                                        | Testina con copricapo a klapht                             | 1-250 circa                                                                                      | 17 - Stanzino delle Matematiche          |
| Officina romana                                                                                        | Elemento di trapezoforo: ermetta di Herakles               | 150 circa                                                                                        | 17 - Stanzino delle Matematiche          |
| Officina romana                                                                                        | Elemento di trapezoforo: testa di Hermes                   | 150 circa                                                                                        | 17 - Stanzino delle Matematiche          |
| Officina romana                                                                                        | Dito pollice di piede sinistro di statua colossale         | 1-250 circa                                                                                      | 17 - Stanzino delle Matematiche          |
| Officina romana                                                                                        | Altare a "liber pater"                                     | 1-100 circa                                                                                      | 17 - Stanzino delle Matematiche          |
| Cleomene di Apollodoro                                                                                 | Venere de' Medici                                          | -100-1 a.C. circa                                                                                | 18 - Tribuna                             |
| Officina romana                                                                                        | Lottatori                                                  | 1-100 circa da un originale del III secolo a.C.                                                  | 18 - Tribuna                             |
| Officina romana                                                                                        | Satiro col kroupèzion (Satiro danzante)                    | 1-100 circa da un originale del II sec. a.C.                                                     | 18 - Tribuna                             |
| Officina romana                                                                                        | Apollo                                                     | 100-200 circa                                                                                    | 18 - Tribuna                             |
| Officina greca                                                                                         | Arrotino o Scita                                           | 100-200 circa                                                                                    | 18 - Tribuna                             |
| Officina romana                                                                                        | Ercole infante strozza il serpente                         | 1-100 circa                                                                                      | 18 - Tribuna                             |
| Officina romana                                                                                        | Fanciullo con anatra                                       | 1-100 circa                                                                                      | 18 - Tribuna                             |
| Officina romana                                                                                        | Fanciullo con anatra                                       | 1-100 circa                                                                                      | 18 - Tribuna                             |
| Officina romana                                                                                        | Fanciullo togato in marmo nero                             | 1-120 circa                                                                                      | 18 - Tribuna                             |
| Officina romana                                                                                        | Amorino dormiente                                          | 100-200 circa                                                                                    | 18 - Tribuna                             |
| Officina romana                                                                                        | Amorino dormiente                                          | 100-200 circa                                                                                    | 18 - Tribuna                             |
| Officina romana                                                                                        | Sileno                                                     | 1-100 circa                                                                                      | 18 - Tribuna                             |
| Officina romana                                                                                        | Dioniso fanciullo                                          | 100-200 circa                                                                                    | 18 - Tribuna                             |
| Officina romana                                                                                        | Putto seduto dormiente                                     | 100-200 circa                                                                                    | 18 - Tribuna                             |
| Officina romana                                                                                        | Putto seduto dormiente                                     | 100-200 circa                                                                                    | 18 - Tribuna                             |
| Botteghe granducali su disegno di Matteo Nigetti                                                       | Stipo in pietre dure                                       | 1642-46                                                                                          | 18 - Tribuna                             |
| Antelli, Jacopo detto il Monicca su disegno di Jacopo Ligozzi, Bernardino Poccetti e Baccio del Bianco | Tavolo ottagonale a commesso                               | 1633-1649 circa                                                                                  | 18 - Tribuna                             |
| Papini, Guasparri su disegno di Alessandro Allori                                                      | Tre arazzi-sovrapporta con stemma Medici-Lorena            | 1590-1610 circa                                                                                  | 18 - Tribuna                             |
| Officina romana                                                                                        | Erma di Anacreonte                                         | 1-200 circa                                                                                      | 33 - Ritratti greci                      |
| Officina romana                                                                                        | Nikai e toro al sacrificio                                 | 150-200 circa                                                                                    | 33 - Ritratti greci                      |
| Officina romana                                                                                        | Erma di Sofocle                                            | 100-200 circa                                                                                    | 33 - Ritratti greci                      |
| Officina romana                                                                                        | Tiaso delle menadi                                         | -20-1 a.C. circa                                                                                 | 33 - Ritratti greci                      |
| Officina romana                                                                                        | Testa di Senocrate                                         | 100-200 circa                                                                                    | 33 - Ritratti greci                      |
| Officina romana                                                                                        | Busto di Aristotele                                        | 100-200 circa                                                                                    | 33 - Ritratti greci                      |
| Officina romana                                                                                        | Ritratto di Alcibiade                                      | 1-100 circa                                                                                      | 33 - Ritratti greci                      |
| Officina romana                                                                                        | Erma di Solone                                             | 1-200 circa                                                                                      | 33 - Ritratti greci                      |
| Officina romana                                                                                        | Figure femminili danzanti                                  | 100-200 circa                                                                                    | 33 - Ritratti greci                      |
| Officina romana                                                                                        | Erma di Crisippo                                           | 1-200 circa                                                                                      | 33 - Ritratti greci                      |
| Officina romana                                                                                        | Ritratto di Arato                                          | 1-200 circa                                                                                      | 33 - Ritratti greci                      |
| Anesi, Paolo                                                                                           | Veduta di villa Medici                                     | 1764                                                                                             | 33 - Ritratti greci                      |
| Officina romana                                                                                        | Altare di Elpis                                            | 150-175 circa                                                                                    | 33 - Ritratti greci                      |
| Officina romana                                                                                        | Altare funerario del nano flautista Miropnous              | 150 d.C. circa                                                                                   | 33 - Ritratti greci                      |
| Officina romana                                                                                        | Altare funerario di Theoprono                              | 150-200 circa                                                                                    | 33 - Ritratti greci                      |
| Officina romana                                                                                        | Ritratto di Socrate                                        | -15 a.C.-20 d.C. circa                                                                           | 33 - Ritratti greci                      |
| Officina romana                                                                                        | Ritratto di Sofocle                                        | 100-200 circa                                                                                    | 33 - Ritratti greci                      |
| Officina romana                                                                                        | Testa di Demostene                                         | 1-100 circa                                                                                      | 33 - Ritratti greci                      |
| Officina romana                                                                                        | Testa di Aristofane                                        | 100-200 circa                                                                                    | 33 - Ritratti greci                      |
| Officina romana                                                                                        | Rilievo con biga                                           | -15 a.C.-20 d.C. circa                                                                           | 33 - Ritratti greci                      |
| Officina romana                                                                                        | Altare di Rhodo                                            | 80-100 circa                                                                                     | 33 - Ritratti greci                      |
| Officina romana                                                                                        | Altare di Caius Iulius Phoebus Rufioninus                  | 90-110 circa                                                                                     | 33 - Ritratti greci                      |
| Officina romana                                                                                        | Altare con dedica a Dioniso                                | 80-100 circa                                                                                     | 33 - Ritratti greci                      |
| Officina romana                                                                                        | Rilievo con scena dionisiaca                               | 1-50 circa                                                                                       | 33 - Ritratti greci                      |
| Officina romana                                                                                        | Sarcofago con il ratto di Persefone                        | 160-180 circa                                                                                    | 34 - L'Antico e il Giardino di San Marco |
| Officina romana                                                                                        | Sarcofago con le fatiche di Ercole                         | 150-160 circa                                                                                    | 34 - L'Antico e il Giardino di San Marco |
| Officina romana                                                                                        | Sarcofago con la caccia calidonia                          | 100-200 circa                                                                                    | 34 - L'Antico e il Giardino di San Marco |
| Buonarroti, Michelangelo (da, attr.)                                                                   | Testa di fauno (calco)                                     | 1489 circa                                                                                       | 34 - L'Antico e il Giardino di San Marco |
| Officina romana                                                                                        | Testa di satiro                                            | 100-200 circa                                                                                    | 34 - L'Antico e il Giardino di San Marco |
| Officina romana (calco)                                                                                | Rilievo dell'Ara Pacis Augustae                            | -13-9 a.C. circa                                                                                 | 34 - L'Antico e il Giardino di San Marco |
| Officina romana (calco)                                                                                | Rilievo dell'Ara Pacis Augustae                            | -13-9 a.C. circa                                                                                 | 34 - L'Antico e il Giardino di San Marco |
| Officina romana (calco)                                                                                | Rilievo dell'Ara Pacis Augustae                            | -13-9 a.C. circa                                                                                 | 34 - L'Antico e il Giardino di San Marco |
| Officina romana                                                                                        | Amorino arciere                                            | 150-200 circa                                                                                    | 34 - L'Antico e il Giardino di San Marco |
| Scultore toscano                                                                                       | Testa di satiro                                            | 1600-1700 circa                                                                                  | 34 - L'Antico e il Giardino di San Marco |
| Officina romana                                                                                        | Testa di satiro                                            | 100-200 circa                                                                                    | 34 - L'Antico e il Giardino di San Marco |
| Officina romana                                                                                        | Testa di satiro                                            | 100-200 circa                                                                                    | 34 - L'Antico e il Giardino di San Marco |
| Ambito romano                                                                                          | Testa di satiro                                            | 1600-1700 circa                                                                                  | 34 - L'Antico e il Giardino di San Marco |
| Officina romana                                                                                        | Scena di sacrificio                                        | 175-200 circa                                                                                    | 34 - L'Antico e il Giardino di San Marco |
| Officina romana                                                                                        | Eros dormiente                                             | 150 d.C. circa                                                                                   | 34 - L'Antico e il Giardino di San Marco |
| Officina romana                                                                                        | Niobide che sale su una roccia                             | 1-200 circa                                                                                      | 42 - Niobe                               |
| Officina romana                                                                                        | Statua di Psiche                                           | 1-200 circa                                                                                      | 42 - Niobe                               |
| Officina romana                                                                                        | Niobide che sale su una roccia                             | 1-200 circa                                                                                      | 42 - Niobe                               |
| Officina romana                                                                                        | Statua di musa "Anchyrrohe"                                | 1-200 circa                                                                                      | 42 - Niobe                               |
| Officina romana                                                                                        | Niobide maggiore                                           | 1-200 circa                                                                                      | 42 - Niobe                               |
| Officina romana                                                                                        | Pedagogo                                                   | 1-200 circa                                                                                      | 42 - Niobe                               |
| Officina romana                                                                                        | Figlia di Niobe corrente                                   | 1-200 circa                                                                                      | 42 - Niobe                               |
| Officina romana                                                                                        | Statua del "Narkissos"                                     | 1-200 circa                                                                                      | 42 - Niobe                               |
| Officina romana                                                                                        | Sarcofago con vita di un generale romano                   | 1-200 circa                                                                                      | 42 - Niobe                               |
| Officina romana                                                                                        | Statua di musa restaurata come Niobide                     | 1-200 circa                                                                                      | 42 - Niobe                               |
| Officina romana                                                                                        | Statua di ninfa o musa "Trophos" dei Niobidi               | 1-200 circa                                                                                      | 42 - Niobe                               |
| Officina romana                                                                                        | Gruppo di Niobe e della figlia minore                      | 1-200 circa                                                                                      | 42 - Niobe                               |
| Officina romana                                                                                        | Figlia di Niobe corrente                                   | 1-200 circa                                                                                      | 42 - Niobe                               |
| Officina romana                                                                                        | Niobide minore                                             | 1-200 circa                                                                                      | 42 - Niobe                               |
| Officina romana                                                                                        | Niobide che sale su una roccia                             | 1-200 circa                                                                                      | 42 - Niobe                               |
| Officina romana                                                                                        | Niobide caduto sul ginocchio sinistro                      | 1-200 circa                                                                                      | 42 - Niobe                               |
| Officina romana                                                                                        | Niobide caduto sul ginocchio sinistro                      | 1-200 circa                                                                                      | 42 - Niobe                               |
| Officina romana                                                                                        | Niobide morente                                            | 1-200 circa                                                                                      | 42 - Niobe                               |
| Officina romana                                                                                        | Ermafrodito e Pan                                          | 100-200 circa                                                                                    | 55 - Pittori fiamminghi del XVII secolo  |
| Officina romana                                                                                        | Torso di satiro                                            | 1-100 circa                                                                                      | 55 - Pittori fiamminghi del XVII secolo  |
| Officina romana                                                                                        | Amorino con arco                                           | copia romana da un originale del III secolo a.C.                                                 | 56 - Marmi ellenistici                   |
| Officina romana                                                                                        | Niobide che sale su una roccia                             | 1-200 circa                                                                                      | 56 - Marmi ellenistici                   |
| Officina romana                                                                                        | Eros con la pantera                                        | copia romana da un originale del III secolo a.C.                                                 | 56 - Marmi ellenistici                   |
| Officina romana                                                                                        | Apollo citaredo                                            | copia romana da un originale del III secolo a.C.                                                 | 56 - Marmi ellenistici                   |
| Ambito romano                                                                                          | Testa di Arianna                                           | XVI secolo                                                                                       | 56 - Marmi ellenistici                   |
| Officina romana                                                                                        | Ercole Farnese (copia)                                     | 1-100 circa                                                                                      | 56 - Marmi ellenistici                   |
| Officina romana                                                                                        | Putti con corazza                                          | 50 ca.                                                                                           | 56 - Marmi ellenistici                   |
| Officina romana                                                                                        | Putto con fulmine                                          | 50 ca.                                                                                           | 56 - Marmi ellenistici                   |
| Officina romana                                                                                        | Zeus di Otricoli                                           | 1-100 circa                                                                                      | 56 - Marmi ellenistici                   |
| Officina greca                                                                                         | Zeus semicolossale                                         | 300-200 a.C. circa                                                                               | 56 - Marmi ellenistici                   |
| Doidalsas (copia da)                                                                                   | Afrodite accovacciata                                      | copia romana da un originale del 250 a.C. circa                                                  | 56 - Marmi ellenistici                   |
| Officina ellenistica                                                                                   | Torso Gaddi                                                | 200-100 a.C. circa                                                                               | 56 - Marmi ellenistici                   |
| Officina romana                                                                                        | Spinario                                                   | copia romana da un originale del III secolo a.C.                                                 | 56 - Marmi ellenistici                   |
| Officina romana                                                                                        | Fronte di sarcofago con raffigurazione di tiaso marino     | 190 circa                                                                                        | 57 - Andrea del Sarto e l'Antico         |
| Officina romana                                                                                        | Busto del cosiddetto Cicerone                              | 30 a.C.-20 d.C. circa                                                                            | Corridoio est - Lato finestre            |
| Officina romana                                                                                        | Busto di Alessandro Severo                                 | 225 circa                                                                                        | Corridoio est - Lato finestre            |
| Officina romana                                                                                        | Demetra                                                    | copia romana da un originale del 430-400 a.C. circa                                              | Corridoio est - Lato finestre            |
| Officina romana                                                                                        | Busto di Otacilia Severa detta Salonina                    | 244-249 circa                                                                                    | Corridoio est - Lato finestre            |
| Officina romana                                                                                        | Busto del cosiddetto Quintilio, già creduto Aristippo      | 100-200 circa                                                                                    | Corridoio est - Lato finestre            |
| Officina romana                                                                                        | Statua funeraria di un giovane detto Marco Aurelio         | 100-200 circa                                                                                    | Corridoio est - Lato finestre            |
| Officina romana                                                                                        | Busto della cosiddetta Agrippina Maggiore                  | 1-10 circa                                                                                       | Corridoio est - Lato finestre            |
| Officina romana                                                                                        | Busto della cosiddetta Agrippina Minore                    | 1-10 circa                                                                                       | Corridoio est - Lato finestre            |
| Officina romana                                                                                        | Ninfa con pantera                                          | copia romana di età imperiale da un originale del 110 a.C. circa                                 | Corridoio est - Lato finestre            |
| Officina romana                                                                                        | Busto con testa della cosiddetta Pompea                    | 15-50 circa                                                                                      | Corridoio est - Lato finestre            |
| Officina romana                                                                                        | Busto con testa dello pseudo-Seneca                        | copia romana da un originale del 200-190 a.C. circa                                              | Corridoio est - Lato finestre            |
| Officina romana                                                                                        | Giovane satiro detto Mercurio                              | copia romana da un originale del 375-325 a.C. circa                                              | Corridoio est - Lato finestre            |
| Officina romana                                                                                        | Busto con testa del cosiddetto Carneade                    | 195-235 circa                                                                                    | Corridoio est - Lato finestre            |
| Officina romana                                                                                        | Busto con testa della cosiddetta Giulia Mesa               | 150-200 circa                                                                                    | Corridoio est - Lato finestre            |
| Officina romana                                                                                        | Ora                                                        | copia romana del 50-100 circa da un originale del 390 a.C. circa                                 | Corridoio est - Lato finestre            |
| Officina romana                                                                                        | Busto con testa della cosiddetta Berenice                  | 100-50 a.C. circa                                                                                | Corridoio est - Lato finestre            |
| Officina romana                                                                                        | Busto della cosiddetta Giulia di Tito                      | 70-96 circa                                                                                      | Corridoio est - Lato finestre            |
| Mirone (copia da) e scultore ellenistico                                                               | Discobolo con testa di Alessandro Magno                    | copia romana da un originale del 450 a.C. circa e testa del III secolo a.C.                      | Corridoio est - Lato finestre            |
| Officina romana                                                                                        | Busto con testa della cosiddetta Domizia                   | 70-96 circa                                                                                      | Corridoio est - Lato finestre            |
| Officina romana                                                                                        | Busto con testa della cosiddetta Matilda                   | 100-120 circa                                                                                    | Corridoio est - Lato finestre            |
| Officina romana                                                                                        | Venere e Amore                                             | copia romana del 140-160 circa da un originale del 150-120 a.C. circa                            | Corridoio est - Lato finestre            |
| Officina romana                                                                                        | Busto con testa della cosiddetta Plotina                   | 1-10 circa                                                                                       | Corridoio est - Lato finestre            |
| Officina romana                                                                                        | Busto del cosiddetto Adriano giovane                       | 100-150 circa                                                                                    | Corridoio est - Lato finestre            |
| Officina romana                                                                                        | Apollo seduto                                              | copia romana da un originale del II secolo a.C.                                                  | Corridoio est - Lato finestre            |
| Officina romana                                                                                        | Busto con testa di Demetra, già ritenuta una vestale       | copia romana da una statua del 310 a.C. circa                                                    | Corridoio est - Lato finestre            |
| Scultore anonimo                                                                                       | Busto pseudoantico di Faustina Maggiore                    | 1500-1600 circa                                                                                  | Corridoio est - Lato finestre            |
| Officina romana                                                                                        | Venere                                                     | copia romana di età imperiale da un originale del 150-100 a.C. circa                             | Corridoio est - Lato finestre            |
| Officina romana                                                                                        | Busto di Faustina Maggiore                                 | 140 circa                                                                                        | Corridoio est - Lato finestre            |
| Officina romana                                                                                        | Busto con testa di Faustina Minore                         | 150 circa                                                                                        | Corridoio est - Lato finestre            |
| Officina romana e scultore fiorentino                                                                  | Bacco e un satiro                                          | 1500-1600 circa su un busto antico                                                               | Corridoio est - Lato finestre            |
| Officina romana                                                                                        | Bacco e un satiro                                          | copia romana del 120-140 circa                                                                   | Corridoio est - Lato finestre            |
| Officina romana                                                                                        | Busto del cosiddetto Lucio Vero, già creduto Marco Aurelio | 120-190 circa                                                                                    | Corridoio est - Lato finestre            |
| Officina romana                                                                                        | Busto con testa della cosiddetta Lucilla                   | 150 circa                                                                                        | Corridoio est - Lato finestre            |
| Officina romana                                                                                        | Busto di Giulio Cesare                                     | copia di un originale del I secolo a.C.                                                          | Corridoio est - Lato porte               |
| Officina romana                                                                                        | Busto di Gaio Cesare già creduto di Ottaviano              | copia del I secolo da un originale dell'1-4 d.C.                                                 | Corridoio est - Lato porte               |
| Officina romana                                                                                        | Apollo detto dell'Omphalos                                 | copia romana da un originale del 470-460 a.C.                                                    | Corridoio est - Lato porte               |
| Officina romana                                                                                        | Busto di Agrippa                                           | I secolo a.C.                                                                                    | Corridoio est - Lato porte               |
| Officina romana                                                                                        | Busto del cosiddetto Tiberio                               | I secolo a.C.-I secolo d.C.                                                                      | Corridoio est - Lato porte               |
| Officina romana                                                                                        | Leda                                                       | 100-200 circa                                                                                    | Corridoio est - Lato porte               |
| Officina romana                                                                                        | Busto di Agrippa Postumo già creduto Caligola              | 12 a.C.-16 d.C. circa                                                                            | Corridoio est - Lato porte               |
| Officina romana                                                                                        | Busto di Claudio                                           | 41-54 circa                                                                                      | Corridoio est - Lato porte               |
| Officina romana                                                                                        | Apoxyómenos                                                | copia del I secolo da un originale del IV secolo a.C.                                            | Corridoio est - Lato porte               |
| Officina romana                                                                                        | Busto con testa di Nerone                                  | 59-64 circa                                                                                      | Corridoio est - Lato porte               |
| Scultore anonimo                                                                                       | Busto pseudoantico di Galba                                | 1500-1600 circa                                                                                  | Corridoio est - Lato porte               |
| Officina romana                                                                                        | Donna sacrificante                                         | 190-230 circa                                                                                    | Corridoio est - Lato porte               |
| Scultore anonimo                                                                                       | Busto pseudoantico di Otone                                | 1500-1600 circa                                                                                  | Corridoio est - Lato porte               |
| Scultore anonimo                                                                                       | Busto pseudoantico di Vitellio                             | 1500-1600 circa                                                                                  | Corridoio est - Lato porte               |
| Officina romana                                                                                        | Satiro                                                     | copia del II-III secolo da un originale del 150-100 a.C. circa                                   | Corridoio est - Lato porte               |
| Officina romana                                                                                        | Busto con testa di Vespasiano                              | 70-80 circa                                                                                      | Corridoio est - Lato porte               |
| Officina romana                                                                                        | Busto con testa di Tito                                    | 80 circa                                                                                         | Corridoio est - Lato porte               |
| Officina romana                                                                                        | Figura femminile detta Ariadne                             | copia romana da un originale del III secolo a.C.                                                 | Corridoio est - Lato porte               |
| Officina romana                                                                                        | Busto con testa di Domiziano                               | 81-96 circa                                                                                      | Corridoio est - Lato porte               |
| Officina romana                                                                                        | Busto con testa di Nerva                                   | 96-98 circa                                                                                      | Corridoio est - Lato porte               |
| Officina romana                                                                                        | Doriforo                                                   | copia del I secolo da un originale del 450 a.C. circa                                            | Corridoio est - Lato porte               |
| Officina romana                                                                                        | Busto con testa di Traiano                                 | 100 circa                                                                                        | Corridoio est - Lato porte               |
| Officina romana                                                                                        | Busto di Adriano                                           | 117-138 circa                                                                                    | Corridoio est - Lato porte               |
| Officina romana                                                                                        | Marte del tipo Ares Borghese                               | copia del 50 circa da un originale del 500-450 a.C. circa                                        | Corridoio est - Lato porte               |
| Officina romana                                                                                        | Busto di Antinoo                                           | 117-138 circa                                                                                    | Corridoio est - Lato porte               |
| Officina romana                                                                                        | Busto con testa di Lucio Elio Cesare                       | 150 circa                                                                                        | Corridoio est - Lato porte               |
| Officina romana                                                                                        | Atleta                                                     | copia del II secolo da un originale del V secolo a.C.                                            | Corridoio est - Lato porte               |
| Officina romana                                                                                        | Busto con testa di Antonino Pio                            | 140-160 circa                                                                                    | Corridoio est - Lato porte               |
| Officina romana                                                                                        | Busto con testa di Marco Aurelio                           | 180 circa                                                                                        | Corridoio est - Lato porte               |
| Officina romana                                                                                        | Esculapio del tipo Giustiniani                             | copia del I secolo da un originale del 310 a.C. circa                                            | Corridoio est - Lato porte               |
| Officina romana                                                                                        | Busto del cosiddetto Marco Aurelio giovane                 | 160-180 circa                                                                                    | Corridoio est - Lato porte               |
| Officina romana                                                                                        | Busto con testa di Lucio vero                              | 160 circa                                                                                        | Corridoio est - Lato porte               |
| Officina romana                                                                                        | Venere e Marte                                             | copia romana del II secolo da un originale del V-IV secolo a.C.                                  | Corridoio est - Lato porte               |
| Officina romana con integrazioni di Giovanni Caccini                                                   | Ercole e il centauro Nesso                                 | copia romana da un originale del III secolo a.C.                                                 | Corridoio est - Testata                  |
| Officina romana                                                                                        | Rilievo funeriaio con busto di due coniugi                 | 1-100 circa                                                                                      | Corridoio est - Testata                  |
| Officina romana                                                                                        | Donna seduta                                               | copia romana da un originale del 430-420 a.C.                                                    | Corridoio est - Testata                  |
| Officina romana                                                                                        | Donna seduta con testa-ritratto di Elena                   | copia romana da un originale del 410 a.C. e testa del 324-326 circa                              | Corridoio est - Testata                  |
| Officina romana, Carradori, Francesco e altri                                                          | Marsia bianco                                              | 100-200 circa, poi 1781-1782 (e altri interventi vari)                                           | Corridoio ovest - Lato finestre          |
| Officina romana                                                                                        | Busto con testa di Agrippina Minore già creduta Messalina  | 50 circa                                                                                         | Corridoio ovest - Lato finestre          |
| Officina romana                                                                                        | Busto con testa della cosiddetta Giulia Severa             | 190-210 circa                                                                                    | Corridoio ovest - Lato finestre          |
| Scultore anonimo e officina romana                                                                     | Venere                                                     | 1500-1600 su un torso di età romana                                                              | Corridoio ovest - Lato finestre          |
| Scultore anonimo                                                                                       | Busto pseudoantico di Manlia Scantilla                     | 1500-1600 circa                                                                                  | Corridoio ovest - Lato finestre          |
| Officina romana                                                                                        | Busto con testa della cosiddetta Didia Clara               | 185-200 circa                                                                                    | Corridoio ovest - Lato finestre          |
| Officina romana e scultore anonimo rinascimentale                                                      | Daphni                                                     | copia romana da un originale del I sec. a.C. con integrazioni rinascimentali                     | Corridoio ovest - Lato finestre          |
| Scultore anonimo                                                                                       | Busto pseudoantico di Giulia Severa                        | 1500-1600 circa                                                                                  | Corridoio ovest - Lato finestre          |
| Officina romana                                                                                        | Busto con testa di giovinetta già creduta Plautilla        | 200-300 circa                                                                                    | Corridoio ovest - Lato finestre          |
| Officina romana                                                                                        | Vittoria                                                   | copia romana del 120-140 circa da un originale del 375-325 a.C. circa                            | Corridoio ovest - Lato finestre          |
| Officina romana                                                                                        | Busto con testa del cosiddetto Geta                        | 200-210 circa                                                                                    | Corridoio ovest - Lato finestre          |
| Officina romana                                                                                        | Busto con testa della cosiddetta Plautilla                 | 200-300 circa                                                                                    | Corridoio ovest - Lato finestre          |
| Officina greca classica                                                                                | Guerriero ferito                                           | 430-400 a.C. circa                                                                               | Corridoio ovest - Lato finestre          |
| Officina romana                                                                                        | Busto della cosiddetta Aquilia Severa                      | 200-300 circa                                                                                    | Corridoio ovest - Lato finestre          |
| Officina romana                                                                                        | Busto con testa della cosiddetta Giulia Mammea             | 200-300 circa                                                                                    | Corridoio ovest - Lato finestre          |
| Officina romana                                                                                        | Apollo seduto                                              | copia romana di età imperiale da un originale del III-II secolo a.C.                             | Corridoio ovest - Lato finestre          |
| Officina romana                                                                                        | Busto con testa di Otacilia già creduta Tranquilla         | 200-300 circa                                                                                    | Corridoio ovest - Lato finestre          |
| Policleto (copia da)                                                                                   | Testa del Diadoumeno                                       | 1500-1700 con frammentio antichi                                                                 | Corridoio ovest - Lato finestre          |
| Officina romana                                                                                        | Musa                                                       | copia romana del 50 a.C. circa da un originale del III-II secolo a.C.                            | Corridoio ovest - Lato finestre          |
| Officina romana e scultore anonimo rinascimentale                                                      | Bacco                                                      | 1500-1600 circa su un torso romano                                                               | Corridoio ovest - Lato finestre          |
| Officina romana e Flaminio Vacca                                                                       | Apollo                                                     | copia romana da un originale del III-II secolo a.C. con restauri del XVI secolo                  | Corridoio ovest - Lato finestre          |
| Officina romana                                                                                        | Busto con testa di principe di Siria                       | copia romana del II secolo da un originale del III-II secolo a.C.                                | Corridoio ovest - Lato finestre          |
| Officina romana                                                                                        | Busto con testa del cosiddetto Gallieno                    | 1-20 circa                                                                                       | Corridoio ovest - Lato finestre          |
| Officina romana                                                                                        | Pan e Daphni                                               | copia romana del 190-210 circa da un originale del II-I secolo a.C.                              | Corridoio ovest - Lato finestre          |
| Officina romana                                                                                        | Busto con testa di ignoto                                  | 100-200 circa                                                                                    | Corridoio ovest - Lato finestre          |
| Officina romana                                                                                        | Busto con testa di ignoto                                  | 250 circa                                                                                        | Corridoio ovest - Lato finestre          |
| Officina romana                                                                                        | Donna stante detta la Grande Ercolanese                    | 100-200 circa                                                                                    | Corridoio ovest - Lato finestre          |
| Officina romana                                                                                        | Busto con testa del cosiddetto Macrino                     | 190-235 circa                                                                                    | Corridoio ovest - Lato finestre          |
| Officina romana                                                                                        | Busto con testa del cosiddetto Druso                       | 1-100 circa                                                                                      | Corridoio ovest - Lato finestre          |
| Officina romana                                                                                        | Nereide su un cavallo marino                               | copia romana del I secolo da un originale del III-II secolo a.C.                                 | Corridoio ovest - Lato finestre          |
| Officina romana                                                                                        | Erma con testa di ignoto                                   | 250-275 circa                                                                                    | Corridoio ovest - Lato finestre          |
| Officina romana, Mino da Fiesole e Giovan Battista Foggini                                             | Marsia rosso                                               | 100-200 circa, poi 1465 circa e 1590 circa                                                       | Corridoio ovest - Lato porte             |
| Officina romana                                                                                        | Esculapio                                                  | 150-200 circa                                                                                    | Corridoio ovest - Lato porte             |
| Officina romana                                                                                        | Busto con testa di Marco Aurelio giovane                   | 150 circa                                                                                        | Corridoio ovest - Lato porte             |
| Officina romana                                                                                        | Busto con testa del cosiddetto Pertinace                   | 190 circa                                                                                        | Corridoio ovest - Lato porte             |
| Officina romana                                                                                        | Mercurio                                                   | copia romana del II secolo da un originale del IV secolo a.C.                                    | Corridoio ovest - Lato porte             |
| Officina romana                                                                                        | Busto con testa del cosiddetto Didio Giuliano              | 190 circa                                                                                        | Corridoio ovest - Lato porte             |
| Officina romana                                                                                        | Busto del cosiddetto Albino                                | 150-200 circa                                                                                    | Corridoio ovest - Lato porte             |
| Officina romana e Francesco Franchi                                                                    | Attis                                                      | 117-138 circa, poi 1712                                                                          | Corridoio ovest - Lato porte             |
| Scultore anonimo                                                                                       | Busto pseudoantico di Settimio Severo                      | 1500-1600 circa                                                                                  | Corridoio ovest - Lato porte             |
| Officina romana                                                                                        | Busto di Caracalla                                         | 212-217 circa                                                                                    | Corridoio ovest - Lato porte             |
| Officina romana                                                                                        | Vestale                                                    | copia romana da un originale del III secolo a.C.                                                 | Corridoio ovest - Lato porte             |
| Officina romana                                                                                        | Busto con testa del cosiddetto Geta                        | 200-300 circa                                                                                    | Corridoio ovest - Lato porte             |
| Officina romana                                                                                        | Busto con testa del cosiddetto Diadumeniano                | 1-20 circa                                                                                       | Corridoio ovest - Lato porte             |
| Skopas (copia da)                                                                                      | Pothos                                                     | copia romana da un originale del 340-330 a.C. circa                                              | Corridoio ovest - Lato porte             |
| Officina romana                                                                                        | Busto con testa del cosiddetto Elagabalo                   | 50-100 circa                                                                                     | Corridoio ovest - Lato porte             |
| Officina romana                                                                                        | Busto con testa del cosiddetto Alessandro Severo           | 200-300 circa                                                                                    | Corridoio ovest - Lato porte             |
| Officina romana                                                                                        | Ganimede                                                   | copia romana da un originale del III secolo a.C.                                                 | Corridoio ovest - Lato porte             |
| Officina romana                                                                                        | Busto con testa di ignoto                                  | 250 circa                                                                                        | Corridoio ovest - Lato porte             |
| Officina romana                                                                                        | Busto con testa del cosiddetto Pupieno                     | 250 circa                                                                                        | Corridoio ovest - Lato porte             |
| Officina romana                                                                                        | Igea                                                       | copia romana di età imperiale da un originale del 350 a.C. circa                                 | Corridoio ovest - Lato porte             |
| Fidia (cerchia, copia da)                                                                              | Giove                                                      | copia romana del II secolo da un originale della seconda metà del V secolo a.C.                  | Corridoio ovest - Lato porte             |
| Officina romana                                                                                        | Busto con testa del cosiddetto Geta                        | 150-200 circa                                                                                    | Corridoio ovest - Lato porte             |
| Officina romana                                                                                        | Busto di ignoto                                            | 1-200 circa                                                                                      | Corridoio ovest - Lato porte             |
| Officina romana                                                                                        | Giunone                                                    | copia romana da un originale del V secolo a.C.                                                   | Corridoio ovest - Lato porte             |
| Officina romana                                                                                        | Busto con testa del cosiddetto Filippo                     | 250 circa                                                                                        | Corridoio ovest - Lato porte             |
| Officina romana                                                                                        | Busto con testa del cosiddetto Traiano Decio               | 300-400 circa                                                                                    | Corridoio ovest - Lato porte             |
| Officina romana                                                                                        | Donna stante con testa-ritratto                            | 100-200 circa                                                                                    | Corridoio ovest - Lato porte             |
| Officina romana                                                                                        | Busto con testa di ignoto                                  | 200-300 circa                                                                                    | Corridoio ovest - Lato porte             |
| Officina romana                                                                                        | Busto con testa del cosiddetto Pupieno                     | 200-300 circa                                                                                    | Corridoio ovest - Lato porte             |
| Officina romana                                                                                        | Minerva                                                    | copia romana di età imperiale da un originale del 350 a.C. circa                                 | Corridoio ovest - Lato porte             |
| Officina romana                                                                                        | Busto del cosiddetto Gallieno                              | 100-140 circa                                                                                    | Corridoio ovest - Lato porte             |
| Officina romana                                                                                        | Busto con testa del cosiddetto Costantino                  | 350-400 circa                                                                                    | Corridoio ovest - Lato porte             |
| Officina romana                                                                                        | Donna stante                                               | copia romana del II secolo da un originale del III secolo a.C. circa                             | Corridoio ovest - Lato porte             |
| Officina romana                                                                                        | Busto con testa del cosiddetto Nerone bambino              | 1-100 circa                                                                                      | Corridoio ovest - Lato porte             |
| Lisippo (da)                                                                                           | Ercole                                                     | copia romana del II secolo da un originale del 320 a.C. circa                                    | Corridoio ovest - Testata                |
| Officina romana                                                                                        | Base con testa di cinghiale                                | 100-200 circa                                                                                    | Corridoio ovest - Testata                |
| Bandinelli, Baccio (dall'antico)                                                                       | Gruppo del Laocoonte                                       | 1520 circa                                                                                       | Corridoio ovest - Testata                |
| Officina romana                                                                                        | Cinghiale ("Porcellino")                                   | copia romana del I secolo da un originale bronzeo del III secolo a.C.                            | Corridoio ovest - Testata                |
| Officina romana                                                                                        | Busto con testa del cosiddetto Commodo                     | 100-200 circa                                                                                    | Corridoio ovest - Testata                |
| Officina romana                                                                                        | Busto con testa del cosiddetto Scipione l'Africano         | 1-100 circa                                                                                      | Corridoio ovest - Testata                |
| Officina romana                                                                                        | Cupido dormiente                                           | copia romana da un originale del III secolo a.C.                                                 | Corridoio sud                            |
| Officina romana                                                                                        | Busto con testa di ignota                                  | 50-100 circa                                                                                     | Corridoio sud                            |
| Officina romana                                                                                        | Busto con testa di Agrippina Maggiore                      | 1-35 circa                                                                                       | Corridoio sud                            |
| Scultore anonimo                                                                                       | Busto pseudoantico di Omero                                | 1500-1600 circa                                                                                  | Corridoio sud                            |
| Officina romana                                                                                        | Busto con testa del cosiddetto Annio Vero                  | 150 circa                                                                                        | Corridoio sud                            |
| Officina romana                                                                                        | Busto con testa di Dioniso incoronata d'edera              | 150-200 circa                                                                                    | Corridoio sud                            |
| Officina romana                                                                                        | Busto con testa di Traiano                                 | 98-117 circa                                                                                     | Corridoio sud                            |
| Policleto (copia da)                                                                                   | Doriforo                                                   | copia romana del I secolo da un originale del 450-440 a.C. circa                                 | Corridoio sud                            |
| Atticiano di Afrodisia                                                                                 | Tersicore                                                  | 300-400 circa                                                                                    | Corridoio sud                            |
| Officina romana                                                                                        | Ninfa seduta                                               | copia romana da un originale del 150-100 a.C. circa                                              | Corridoio sud                            |
| Officina romana                                                                                        | Lupa                                                       | copia romana di età adrianea da un originale del V secolo a.C.                                   | Corridoio sud                            |
| Scultore anonimo e officina ellenistica                                                                | Amore                                                      | 1600-1700 circa su un torso ellenistico                                                          | Corridoio sud                            |
| Officina romana                                                                                        | Venere                                                     | copia romana da un originale del V secolo a.C.                                                   | Corridoio sud                            |
| Skopas (copia da)                                                                                      | Pothos                                                     | copia romana da un originale del 340-330 a.C. circa                                              | Corridoio sud                            |
| Prassitele (copia da, con integrazioni di Giovanni Battista Caccini)                                   | Apollo sauroctono                                          | copia romana da un originale del 365-350 a.C. con integrazioni della seconda metà del XVI secolo | Corridoio sud                            |
| Officina romana                                                                                        | Amore e Psiche                                             | copia romana da un originale del 310 a.C. circa                                                  | Corridoio sud                            |
| Timotheos (copia da)                                                                                   | Leda                                                       | copia romana del II secolo da un originale del 380-370 a.C. circa                                | Corridoio sud                            |
| Officina romana                                                                                        | Demetra                                                    | copia romana da un originale del IV secolo a.C.                                                  | Corridoio sud                            |
| Officina romana                                                                                        | Busto di Gigante, già creduto Alessandro morente           | copia romana da un originale del III secolo a.C.                                                 | Corridoio sud                            |
| Officina romana e Innocenzo Spinazzi                                                                   | Busto di dea, già creduta Cibele                           | 100-150 circa con restauri del XVI secolo                                                        | Corridoio sud                            |
| Officina romana                                                                                        | Ara funeraria di Tito Flavio Ateneo                        | 50-100 circa                                                                                     | Ex-Vestibolo di uscita                   |
| Artista ignoto                                                                                         | Base di marmo ad uso di vaso con manici in bronzo          | 1500-1550 circa                                                                                  | Ex-Vestibolo di uscita                   |
| Officina romana                                                                                        | Altare funerario di Sesto Samnio Apro                      | 90-110 circa                                                                                     | Ex-Vestibolo di uscita                   |
| Officina romana                                                                                        | Cippo funerario di Quintus Coelius Actiacus                | 1-100 circa                                                                                      | Ex-Vestibolo di uscita                   |
| Officina romana                                                                                        | Iscrizione dedicatoria all'Imperatore Adriano              | 117-138 circa                                                                                    | Ex-Vestibolo di uscita                   |
| Officina romana                                                                                        | Frammenti di Iscrizione commemorativa dei Ludi Saecularis  | 17 a.C.                                                                                          | Ex-Vestibolo di uscita                   |
| Officina romana                                                                                        | Altare funerario di Alcibiades                             | 110 circa                                                                                        | Ex-Vestibolo di uscita                   |
| Officina romana                                                                                        | Centauro                                                   | 100-200 circa                                                                                    | Ex-Vestibolo di uscita                   |
| Officina romana                                                                                        | Urna cineraria                                             | 100-200 circa                                                                                    | Ex-Vestibolo di uscita                   |
| Officina romana                                                                                        | Testa di Afrodite su erma, cosiddetta Saffo                | 100-200 circa                                                                                    | Ex-Vestibolo di uscita                   |
| Officina romana                                                                                        | Altare funerario di Lucius Genicius Epaphroditus           | -50 a.C. circa                                                                                   | Ex-Vestibolo di uscita                   |
| Officina romana                                                                                        | Altare funerario di Cneus Turpilius Parthenppaeus          | -50 a.C. circa                                                                                   | Ex-Vestibolo di uscita                   |
| Officina romana                                                                                        | Altare funerario di Caius Iulius Posphorus                 | 1-50 circa                                                                                       | Ex-Vestibolo di uscita                   |
| Officina romana                                                                                        | Sarcofago con il Ratto delle Leucippidi                    | 100-150 circa                                                                                    | Ex-Vestibolo di uscita                   |
| Officina romana                                                                                        | Ara funeraria di Tiberio Claudio Augusto                   | 50-100 circa                                                                                     | Ex-Vestibolo di uscita                   |
| Officina romana                                                                                        | Erma del cosiddetto Ovidio                                 | -100-80 a.C. circa                                                                               | Ex-Vestibolo di uscita                   |
| Officina romana                                                                                        | Cavallo e scudiero                                         | 100-125 circa                                                                                    | Ex-Vestibolo di uscita                   |
| Officina romana                                                                                        | Sarcofago con scena di caccia calidonia                    | 200-250 circa                                                                                    | Ex-Vestibolo di uscita                   |
| Officina romana                                                                                        | Amorino dormiente                                          | 100-200 circa                                                                                    | Ex-Vestibolo di uscita                   |
| Officina romana                                                                                        | Vaso cinerario di pietra dura                              | 1-100 circa                                                                                      | Ex-Vestibolo di uscita                   |
| Officina romana                                                                                        | Testa virile su erma del cosiddetto Demostene              | 150-200 circa                                                                                    | Ex-Vestibolo di uscita                   |
| Officina romana                                                                                        | Ermafrodito dormiente                                      | 1-200 circa                                                                                      | Ex-Vestibolo di uscita                   |
| Officina romana                                                                                        | Torso del Doriforo                                         | -20-1 a.C. circa                                                                                 | Ex-Vestibolo di uscita                   |
| Ammannati, Bartolomeo                                                                                  | Marte gradivo                                              | 1559                                                                                             | Verone sull'Arno                         |
| Officina neoattica                                                                                     | Vaso Medici                                                | 100 a.C.-100 d.C. circa                                                                          | Verone sull'Arno                         |
| Del Duca, Jacopo                                                                                       | Sileno e Bacco fanciullo                                   | 1571-1574                                                                                        | Verone sull'Arno                         |